# Renault Chine
 (septembre 2023).
Améliorez-le ou discutez des points à vérifier. 
Renault Chine est la filiale de Renault sur le marché chinois.

## Histoire

### Première co-entreprise
En 1993 Renault est présent en Chine, à la suite d'un accord passé avec le constructeur d'aérospatiale Sanjiang Space Group avec lequel il a fondé la société Sanjiang-Renault (SRAC), pour produire sur place le Renault Trafic jusqu'en 2002.

### Importateur sans implantation industrielle
En raison de faibles ventes, Renault Chine devient un simple importateur par la suite. La marque rencontre alors un succès d'estime dans le pays, avec des chiffres de ventes élevés pour un importateur, notamment grâce au Renault Koleos I,.

### Seconde co-entreprise
Un accord est signé avec Dongfeng Motors le 16 décembre 2013 pour créer une coentreprise Dongfeng Renault (DRAC) qui sera active en 2016 et produira des voitures en Chine. L'accord en question a été validé le 5 décembre 2013 par les autorités chinoises. La coentreprise créée est basée à Wuhan, et sa capacité de production est estimée à 150 000 véhicules par an.
Le 1er février 2016, Renault inaugure sa première usine automobile en Chine, à Wuhan, avec son partenaire Dongfeng. Le site de 200 hectares est prévu pour produire environ 150 000 véhicules de type crossover au départ et une berline électrique à partir de 2017.
En avril 2020, Renault annonce se désengager de la co-entreprise, sa participation devant se faire racheter par Dongfeng Motors.

### Accords divers
Depuis 2023[réf. nécessaire], Renault ne produit plus de véhicules pour le marché chinois sous sa marque, mais maintient des coentreprises locales et des accords avec des constructeurs chinois. 
Dongfeng et Renault conservent tous deux une participation dans la startup BeyonCa. Les Dacia Spring et Renault Kwid E-Tech vendues à travers le monde sont fabriquées par Dongfeng. 
Aussi, Renault a mis en œuvre d'importants accords technologique avec le constructeur chinois Geely, concernant notamment des modèles qui seront fabriqués par la filiale coréenne de Renault. Enfin, Renault dispose d'une coentreprise détenue à 50 % avec Jiangling Motor (JMEV), qui est notamment à l'origine de la Mobilize Limo, une version rebadgée de la JMEV Yi, exportée au compte-goutte vers l'Europe.

### Modèles

#### Modèles fabriqués via la co-entrepriseSanjiang-Renault
- Renault Trafic 1993-2002
- Renault Espace II sous le nom de Renault Univers
- Renault Espace III

#### Modèles produits par Dongfeng-Renault
- Renault Koleos II (2016–2020)[10]
- Renault Kadjar (2016–2020)[11]
- Renault City K-ZE (2019-2020)[12]
- Renault Captur II (2019-2020)

#### Modèles importés en Chine par Renault
- Renault Clio II
- Renault Mégane II
- Renault Scénic I
- Renault Scénic II
- Renault Scénic III[13]
- Renault Laguna III[14]
- Renault Fluence (2010-2018)
- Renault Latitude (2010-2018)
- Renault Talisman (2012-2017)
- Renault Koleos I (2010-2016)
- Renault Captur I (2013-2019)
- Renault Megane III R.S. (2013-2018)
- Renault Espace IV (2018-2020)

## Chiffres de vente
- 720 en 2004 ;
- 870 en 2008 ;
- 5 321 en 2009 [2];
- 14 705 en 2010 ;
- 24 275 en 2011 [2];
- 29 724 en 2012 [15];
- 34 175 en 2013 [16];
- 35 278 en 2016.